# Frédéric Piquionne
Frédéric Piquionne (Nouméa, 8 december 1978) is een Franse voetballer die als aanvaller speelt.
Hij begon bij Golden Stars uit Fort-de-France op Martinique. In Frankrijk was Nîmes Olympique in het seizoen 2000/01 zijn eerste club. Hierna speelde hij tot 2005 voor Stade Rennais FC. In het seizoen 2004/05 werd hij aan AS Saint-Étienne verhuurd waar hij daarna tot 2007 zou spelen. Hierna speelde Piquionne voor Monaco en in 2008 tekende hij bij Olympique Lyon. In het seizoen 2009/2010 was hij door Lyon uitgeleend aan Portsmouth FC. Met die laatste club stond hij op 15 mei 2010 in de finale van de strijd om de FA Cup. Daarin verloor de ploeg van trainer-coach Avram Grant met 1-0 van Chelsea door een treffer in de 59ste minuut van Didier Drogba. In de zomer van 2010 kon hij transfervrij de overstap maken naar West Ham United. Hij tekende in de zomer van 2015 bij Mumbai City FC.
In 2007 speelde hij eenmaal voor het Frans voetbalelftal.